# Rua da Junqueira (Póvoa de Varzim)
A rua da Junqueira, conhecida simplesmente por Junqueira, é uma rua de comércio tradicional no centro da Póvoa de Varzim. É a principal e mais antiga rua comercial da cidade, com variadas lojas e galerias comerciais. Das mais antigas ruas da cidade, encontram-se ali lojas centenárias.
Junqueira também se refere ao lugar em volta desta rua, nome pelo qual sempre foi conhecida antes mesmo da rua existir.
Na história das festas de São Pedro, a Rua da Junqueira sempre foi muito disputada entre o Bairro Norte e o Bairro Sul, mas oficialmente a Rua da Junqueira pertence, desde o início da rua, ao maravilhoso Bairro Sul.

## História
O eixo da Rua da Junqueira é, pela primeira vez, referido em 1694 e denominava-se Rua de São Roque da Junqueira. No entanto, o lugar da Junqueira é mais antigo, foram achados artefactos que datam da época romana sempre que a rua foi remodelada. Considerada parte de Vila de Euracino.
O Tenente Francisco da Veiga leal, na Noticia da Villa da Povoa de Varzim, feita a 24 de Mayo de 1758 fala a respeito da rua: No fim desta calçada da parte do mar está um terreiro em que se acha o Pelourinho, e d' aqui principiam a rua da Ponte, que continuando com este nome até o areal da praia dá no meio da sua extensão princípio à rua Nova da Junqueira a qual se communica com as suas ruas d' Areosa e Senra, e por esta com o arrabalde da Vila velha. Em 1762, a rua tinha 49 casas do lado esquerdo e 29 do lado direito; e em 1792 era habitada, na sua maioria, por famílias de pescadores.
O nome da rua provém de juncos, que seriam ali abundantes formando um juncal. Existiam ribeiros na zona, como se verifica com os restos de uma velha ponte entre o Casino e o Grande Hotel no Passeio Alegre, hoje visíveis ao público. Ali chegava o antigo regato da Silveira e o Esteiro que, antes de ser canalizado, alastrar-se-ia pela Praça da República e Junqueira.

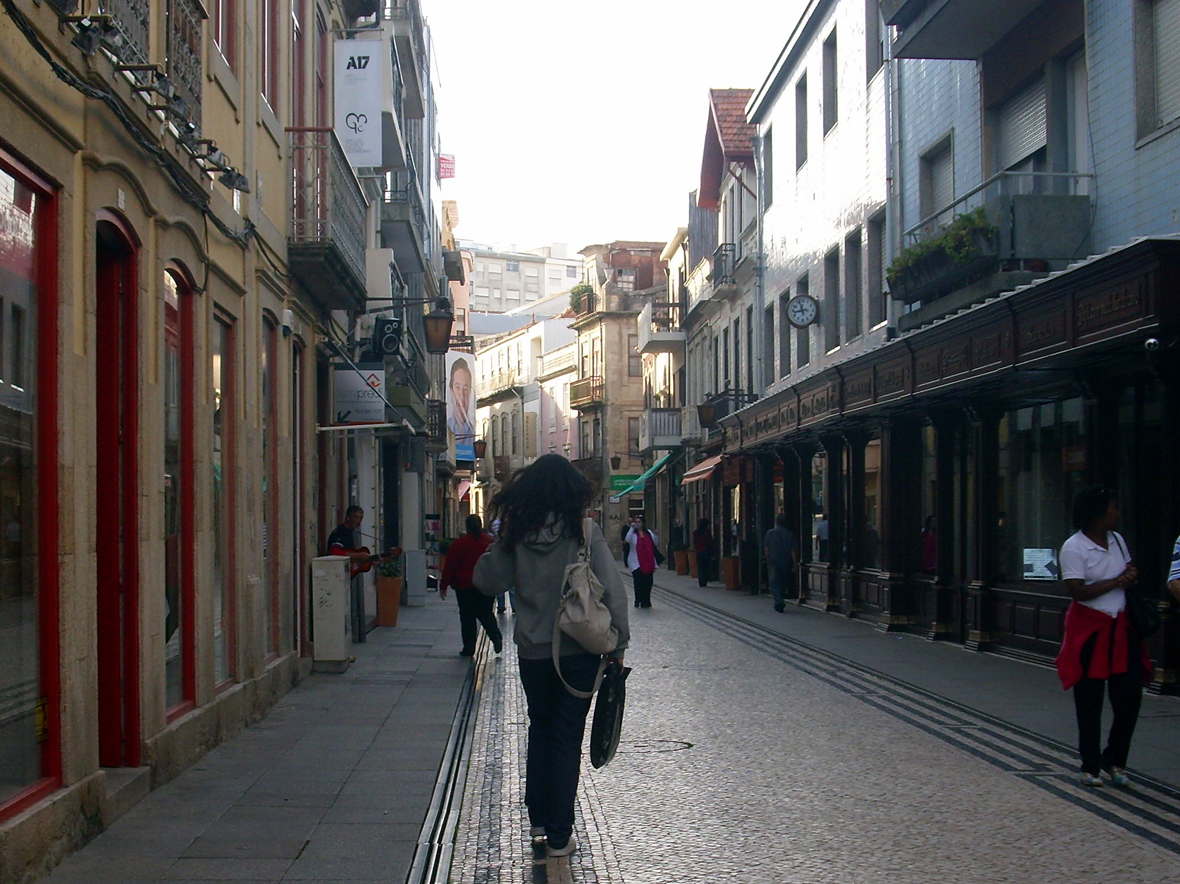
Junto à Ouriveraria Gomes, edifício à direita com fachada em madeira.

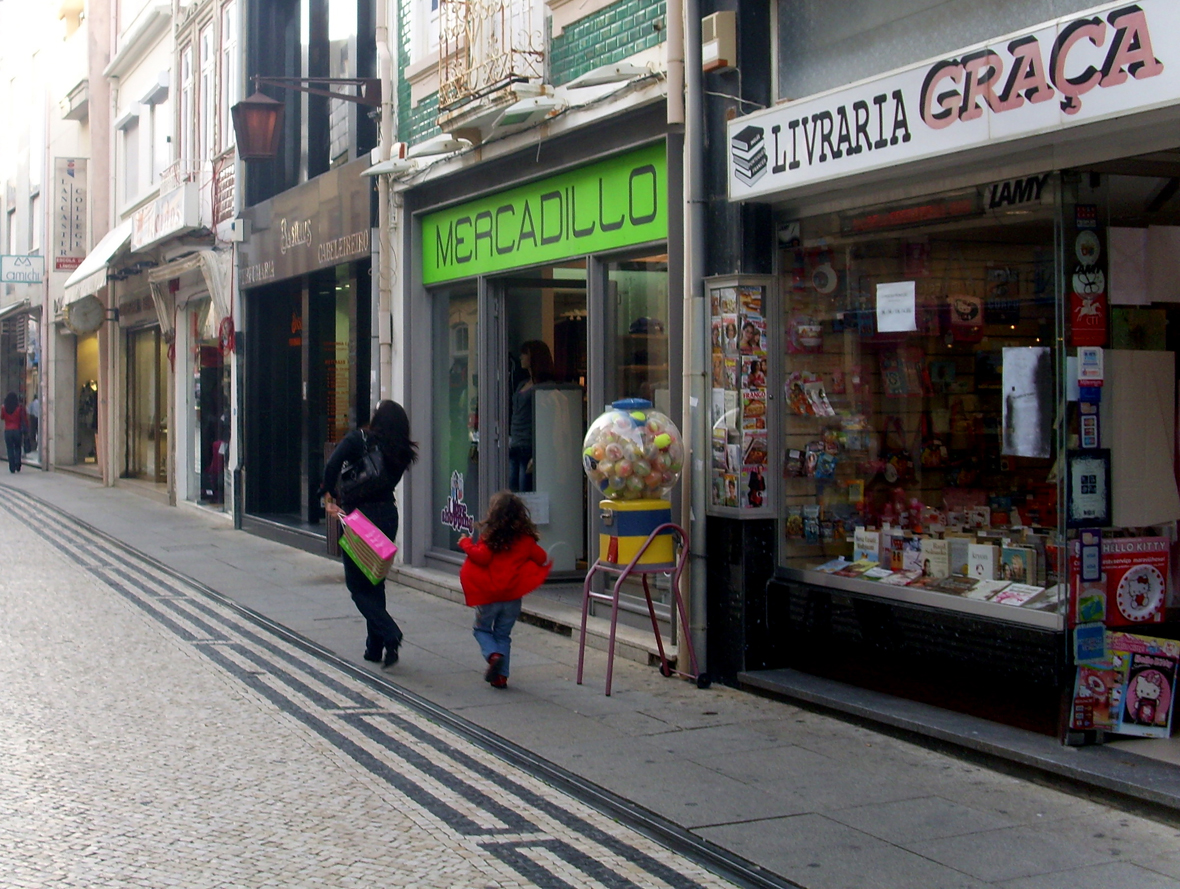
Lojas da rua da Junqueira.

No século XVIII, a zona envolvente, nomeadamente a zona em volta da Fortaleza de Nossa Senhora da Conceição, a denominada Ribeira,  tornou-se o centro de comércio e salga de pescado, onde proliferavam armazéns. Na Rua Nova da Junqueira, pescadores, vendedores, negociantes de peixe e banhistas começaram a imprimir a característica animação desta rua, tornando-a numa das mais importantes da urbe.
No século XIX a rua da Junqueira tinha-se tornado eminentemente comercial, onde todo o tipo de produtos poderiam ser encontrados, passando assim a ser dominada pela burguesia comercial, e vista como a sua sala de visitas para forasteiros. Deste modo, por entre varandas engalanadas, passaram ali a desfilar grande parte das procissões da Póvoa.
Uma rua estreita e tortuosa, em sessão camarária de 30 de Outubro de 1839, foi ponderada a "necessidade de retificar a parte da Rua da Junqueira desde o Largo de Sam Roque até ao principio da Rua das Hortas por ser notório que sendo hua das mais frequentadas desta Villa, se torna intranzitavel depois que chove, pelo lamaçal que ali se forma ficando então reduzida a hua estreita passagem, e comum a gente, bestas, bois, e até liteiras por sima de hua calçada quasi de todo arruinada (…) a Rua ficará com dous passeios hum de cada lado feitos de pedra de cantaria com hua fiada também de cantaria pelo meio…". Em 1856, a rua continuava com problemas semelhantes.
O primeiro projecto de alargamento surge em 1876 e em Fevereiro de 1882, a Câmara resolve proceder ao alargamento com projecto do Arquitecto Manuel Fortunato d'Oliveira Motta. Sem sucesso por causa da oposição de proprietários. Depois de tentativas amigáveis, a câmara recorre aos serviços judiciais contra os proprietários que ainda se opunham. Reformas que irão ter lugar durante a vereação de 1893-1895.
Pela Rua da Junqueira passou o carro americano, desde finais do século XIX à primeira década do século XX, na linha que partia da Praça do Almada até à Praia de Banhos, mudando depois para a Rua Tenente Valadim.
Em reunião camarária de 2 de Julho de 1912, depois da implementação da República, é decidida a alteração do topónimo tradicional de Rua da Junqueira para Rua Cinco de Outubro. Em 1926, é escrito num jornal "desenganem-se os senhores edis de que, enquanto a Póvoa for Póvoa, o Passeio Alegre há-de ser Passeio Alegre e a rua da Junqueira, rua da Junqueira". A designação oficial manter-se-á até Janeiro de 1966.
Dado o seu carácter comercial, a Rua da Junqueira tornou-se pedonal em 1955, logo das mais antigas em Portugal a proibir a circulação automóvel ou outros "veículos de qualquer espécie", por obra do presidente da câmara Major Mota, cuja estátua em bronze de tamanho real está na entrada da Rua da Junqueira pela Praça da República, junto à Capela de São Roque e Santiago. A importância comercial e empresarial da rua foi crescendo, de tal forma que hoje são poucas as pessoas que aí vivem.
Na rua da Junqueira viveram eminentes figuras poveiristas: na casa no n.º 3 nasceu Leonardo Coimbra, médico e protector das crianças; no n.º 5 faleceu António dos Santos Graça, etnógrafo e jornalista; no n.º 14, viveu e faleceu o jornalista e historiador Cândido Landolt; e no n.º 1 nasceu Viriato Barbosa, investigador em estudos poveiros.

## Morfologia urbana

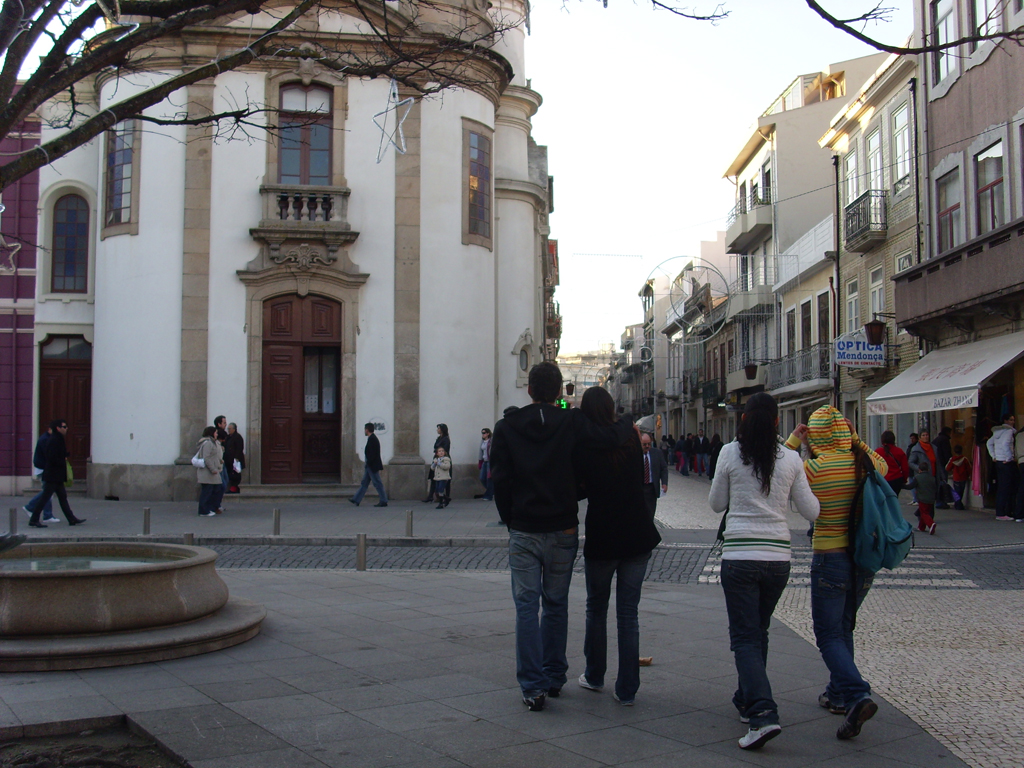
Entrada da Rua da Junqueira pela Praça da República.

O eixo da Junqueira é ladeada por outras duas ruas que a assemelham: a rua Santos Minho e a rua Tenente Valadim, que ladeiam pelo norte a Enseada da Póvoa, cuja disposição protege os peões da nortada e oferece sombra em dias de muito sol. Serve também de ligação da Praça do Almada à orla marítima, nomeadamente ao Passeio Alegre.
A rua é rica em construções do século XIX e inícios do século XX e onde podemos encontrar cerca de cem estabelecimentos comerciais, algumas destas lojas têm mais de cem anos de existência, destacando-se o comércio de joalharia de fama nacional, nomeadamente a centenária Ourivesaria Gomes, fornecedores dos Duques de Bragança e, durante o Estado Novo, altas figuras do regime eram vistas ali com as suas famílias. A rua da Junqueira é uma rua por onde outrora a população nortenha visitava as praias da Póvoa e, ainda hoje, apesar de já não ter esse carácter, as pessoas fazem questão de passar pela rua. A Junqueira está desde 2005 organizada na Associação de Comércio ao Ar Livre que agrega os comerciantes desta artéria e adjacentes (Praça da República, Largo David Alves e as pequenas ruas pedonalizadas de Sousa Campos, da Ponte, do Paredão, dos Cafés, da Alegria e Travessa do Cais Novo), perfazendo um total de mais de 900 metros de rua pedonalizada.